# Ora
L'ora (indicata con h, dal latino hora) è un'unità di misura del tempo pari a 3 600 secondi, ovvero a 60 minuti. Un giorno è composto da 24 ore, ovvero 1440 minuti 
Un orologio è composto da 2 o 3 lancette: la lancetta dei secondi, quando presente, compie 1 giro in 1 minuto (60 s), la lancetta dei minuti compie 1 giro in 1 ora (60 min, cioè 3 600 s) e la lancetta delle ore compie 1 giro in 12 ore (720 min, cioè 43 200 s).
L'ora non è un'unità di misura del SI, ma ne è accettato l'uso col SI.

## Altre unità di misura omonime
- In astronomia è anche un'unità di misura degli angoli.

## Definizioni storiche di ora
- Un dodicesimo del tempo compreso tra l'alba e il tramonto. Con questa definizione le ore dei giorni estivi risultano più lunghe di quelle dei giorni invernali e sono uguali negli equinozi, quando il giorno e la notte sono di pari durata. Prima del 1873 in Giappone la misurazione del tempo avveniva con un sistema analogo, in cui sia il periodo di luce che quello di oscurità venivano però frazionati in sei parti chiamate toki.
- La ventiquattresima parte del giorno solare vero (il tempo che trascorre tra un mezzogiorno e l'altro). Con questa definizione le ore variano un poco durante l'anno a causa della piccola variazione annuale del giorno solare vero, dovuta al fatto che l'orbita della Terra intorno al Sole è leggermente ellittica e la velocità angolare della sua rivoluzione varia.
- La ventiquattresima parte del giorno solare medio. Con questa definizione l'ora è sostanzialmente costante durante tutto l'anno. Minime variazioni sono dovute al fatto che la velocità di rotazione della Terra varia lentamente nel tempo.

## Concezione delle ore

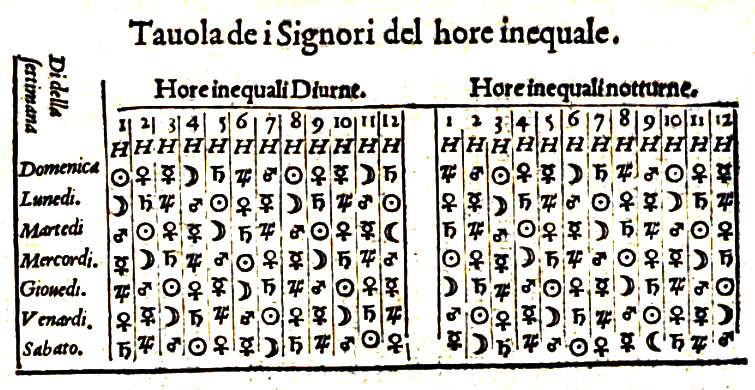
Tavola delle «ore ineguali» o «planetarie» di Egnazio Danti, che associa ogni pianeta al rispettivo giorno della settimana: la prima ora è quella che determina la qualità planetaria dell'intera giornata; ad esempio il sabato è associato a Saturno, la domenica al Sole, e così via. Le ore successive sono associate a pianeti diversi a seconda dei giorni della settimana.

Anticamente la suddivisione del tempo in ore aveva un valore più qualitativo che quantitativo, nel senso che ad esse venivano attribuiti dei contenuti archetipici, corrispondenti a determinati fatti o azioni da intraprendere.
I Caldei, a esempio, associavano ogni ora del giorno a un pianeta, che ne determinava la qualità: tale associazione rendeva una certa ora adatta a una specifica preghiera, o a un culto verso un particolare dio; vi erano pianeti che sovrintendevano agli affari, altri ai sentimenti, e così via. La vita dei fedeli veniva scandita con un sistema di rapida successione di diverse possibili attività a seconda del trascorrere delle ore.
Questa tradizione si è mantenuta nelle discipline come l'astrologia e la magia che tengono conto del calcolo planetario delle ore per stabilire azioni o rituali da compiere in corrispondenza di esse, secondo il principio dell'analogia o della sincronicità. Da questo significato dell'ora deriva il termine «oroscopo», che vuol dire propriamente «leggere l'ora».